# 1100 Louisiana
1100 Louisiana (znany również jako Enterprise Plaza) – wieżowiec w Houston w Stanach Zjednoczonych. Zaprojektowany został przez 3D/International i Skidmore, Owings & Merrill. Wykonano go w stylu późnomodernistycznym. Ma 230 metrów wysokości, co daje mu 6. miejsce w Houston, a także miejsce wśród 100 najwyższych w USA. W latach 1980–1982 był to najwyższy budynek w mieście i całym Teksasie. Przewyższył go jednak JPMorganChase Tower. Poza piętrami nadziemnymi jest tutaj 1 kondygnacja podziemna. W budynku działa także 27 wind. Wykorzystywany jest on głównie w celach biurowych, a także innych, m.in. gastronomicznych, mieszkalnych, jako parking. 
W 1983 roku budynek ten doznał znaczących szkód w wyniku przejścia huraganu Alicia. Stracił wtedy dużo okien.